# Doxazosină
Doxazosina este un medicament antihipertensiv, fiind utilizat în tratamentul hiperplaziei benigne de prostată și al hipertensiunii arteriale. Acționează ca antagonist selectiv al receptorilor alfa-1, fiind un alfa-blocant. Este un derivat de chinazolină. Calea de administrare disponibilă este cea orală.

## Utilizări medicale
Doxazosina este utilizată în tratamentul hipertensiunii arteriale (monoterapie sau în asociere cu alte antihipertensive, precum diuretice tiazidice, beta-blocante, blocante ale canalelor de calciu sau inhibitori ai enzimei de conversie) și în tratamentul obstrucției urinare și al simptomelor obstructive și iritative asociate cu hiperplazia benignă de prostată.